# 443 Фотографіка
443 Фотографіка (443 Photographica) — астероїд головного поясу, відкритий 17 лютого 1899 року у Гейдельберзі.